# Croce del Nord

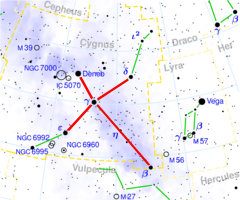
L'asterismo della Croce del Nord.

La Croce del Nord è un asterismo che comprende le stelle più luminose della costellazione del Cigno; deve il suo nome alla sua somiglianza, nonché opposizione in cielo, alla brillante costellazione australe della Croce del Sud.

## Osservazione
La Croce del Nord coincide con il "corpo" del Cigno; le sue componenti sono Deneb, legata ad Albireo a formare l'asse verticale, mentre quella orizzontale è formata da Gienah e Rukh, le stelle ε e δ cigni. Le due assi si incontrano nella stella Sadr, la γ cygni.
Questo asterismo è una delle figure più caratteristiche dell'emisfero boreale, poiché si trova a latitudini medie, e può essere dunque osservato molto alto durante i mesi estivi boreali da tutto l'emisfero nord della Terra; nell'emisfero sud invece appare basso sull'orizzonte settentrionale, fino a scomparire del tutto a sud del 60º parallelo sud. Lungo l'asse maggiore della croce corre la Via Lattea, in un punto molto denso dove abbondano gli ammassi aperti e ricchi campi stellari ben visibili anche con semplici binocoli. La Fenditura del Cigno, un insieme di nebulosità oscure, corre parallela all'asse maggiore.
La stella Deneb, assieme a Vega ed Altair fa pure parte di un altro asterismo, noto come Triangolo Estivo.